# Riccardo Scamarcio
Riccardo Scamarcio, född 13 november 1979 i Trani, Apulien, är en italiensk skådespelare.
Scamarcio har bland annat medverkat i filmerna Mord i Venedig, Caravaggios skugga och John Wick: Chapter 2.

## Filmografi (i urval)
- 2012 – Förälskad i Rom
- 2015 – Bränd
- 2015 – London Spy (TV-serie)
- 2017 – John Wick: Chapter 2
- 2022 – Caravaggios skugga
- 2023 – Mord i Venedig